# Fliegenschnäpper
Die Fliegenschnäpper (Muscicapidae) sind eine Vogelfamilie aus der Ordnung der Sperlingsvögel (Passeriformes), die bis auf den Steinschmätzer und das Blaukehlchen ausschließlich in der Alten Welt vorkommt. Die Systematik dieser Gruppe von Vögeln ist umstritten. Sie sind nahe verwandt mit den Drosseln (Turdidae). Eine Reihe von Gattungen werden von verschiedenen Autoren wechselweise der einen oder der anderen Familie zugeordnet.

## Merkmale und Lebensweise
Fliegenschnäpper sind kleine Vögel mit großem Kopf und großen Augen. Ihr Schnabel ist an der Basis flach und breit und weist kräftige Schnabelborsten auf. Die Beine sind kurz, die Füße klein, und die Flügel sind relativ lang und spitz. Die Tiere sind Insektenjäger, die in Bäumen leben. Sie lauern vorbeifliegenden Insekten von einer Sitzwarte aus auf, um sie dann in kurzen Abflügen zu erbeuten.
Fliegenschnäpper brüten im Wald oder in parkartigen Landschaften mit Bäumen und Büschen. Das Nest ist ein Napf, der in Astgabeln, Nischen oder Höhlen gebaut wird. Die Eier sind in der Regel bläulich. Bei Arten, die in offenen Nestern brüten, weisen die Eier braune Tupfen auf. Bei Arten, die in Höhlen brüten, fehlt eine Zeichnung. Gewöhnlich brütet ausschließlich das Weibchen. Die frisch geschlüpften Nestlinge weisen dunkelgraue Daunen auf und haben einen gelben Rachen sowie gelbliche bis weißliche Schnabelwülste.

## Systematik der Fliegenschnäpper
Die Systematik der Familie der Fliegenschnäpper hat sich in den letzten Jahrzehnten stark verändert. Viele der Gattungen und Arten, die heute (2018) in dieser Familie stehen, wurden noch vor einiger Zeit zu den Drosseln gezählt. Molekulargenetische Untersuchungen haben gezeigt, dass die traditionelle Zuordnung vieler Arten, insbesondere der Schmätzer, nicht korrekt war. Auch die vorgeschlagene Aufteilung der Familie in zwei Unterfamilien zeigte sich als nicht monophyletisch. Daher wird die Familie nun in insgesamt vier Unterfamilien aufgeteilt. Insgesamt umfassen die Fliegenschnäpper fast 350 Arten in bis zu 57 Gattungen.

### Unterfamilie eigentliche Fliegenschnäpper (Muscicapinae)
Tribus Copsychini
- Alethe – 2 Arten
  - Kastanienalethe (Alethe castanea)
  - Diademalethe (Alethe diademata)
- Heckensänger (Cercotrichas) – 10 Arten
  - Bartheckensänger (Cercotrichas barbata)
  - Karooheckensänger (Cercotrichas coryphoeus)
  - Heckensänger (Cercotrichas galactotes)
  - Hartlaubheckensänger (Cercotrichas hartlaubi)
  - Weißbrauen-Heckensänger (Cercotrichas leucophrys)
  - Waldheckensänger (Cercotrichas leucosticta)
  - Kalahariheckensänger (Cercotrichas paena)
  - Rußheckensänger (Cercotrichas podobe)
  - Streifenkopf-Heckensänger (Cercotrichas quadrivirgata)
  - Natalheckensänger (Cercotrichas signata)
- Copsychus – 12 Arten
  - Andamanenschama (Copsychus albiventris)
  - Madagaskardajal (Copsychus albospecularis)
  - Cebuschama (Copsychus cebuensis)
  - Strauchschmätzer (Copsychus fulicatus)
  - Brauenschama (Copsychus luzoniensis)
  - Weißbürzelschama (Copsychus malabaricus)
  - Philippinenschama (Copsychus mindanensis)
  - Rußschama (Copsychus niger)
  - Feuerschwanzschama (Copsychus pyrropygus)
  - Dajaldrossel (Copsychus saularis)
  - Seychellendajal (Copsychus sechellarum)
  - Weißkappenschama (Copsychus stricklandii)

Tribus Muscicapini
- Empidornis – 1 Art
  - Silberschnäpper (Empidornis semipartitus)
- Fraseria – 2 Arten
  - Brauenwaldschnäpper (Fraseria cinerascens)
  - Waldschnäpper (Fraseria ocreata)
- Humblotia – 1 Art
  - Humblot-Schnäpper (Humblotia flavirostris)
- Melaenornis – 12 Arten. Folgende Arten werden derzeit (Stand: September 2022) anerkannt:[6] Deutsche Vogelnamen – sofern nicht anders erwähnt – nach H. Barthel und Mitarbeiter.[7] Eingeschlossen wurden Dioptrornis, Bradornis und Sigelus.[8]
  - Angoladrongoschnäpper (Melaenornis brunneus)
  - Bergdrongoschnäpper (Melaenornis fischeri)
  - Braundrongoschnäpper (Melaenornis chocolatinus)
  - Liberiadrongoschnäpper, auch Marulaschnäpper (Melaenornis annamarulae)
  - Gelbaugen-Drongoschnäpper (Melaenornis ardesiacus)
  - Senegaldrongoschnäpper (Melaenornis edolioides)
  - Glanzdrongoschnäpper (Melaenornis pammelaina)
  - Fahlschnäpper (Melaenornis pallidus)
  - Akazienschnäpper (Melaenornis infuscatus)
  - Strichelkopfschnäpper (Melaenornis microrhynchus)
  - Maricoschnäpper (Melaenornis mariquensis)
  - Würgerschnäpper (Melaenornis silens)
- Muscicapa – 25 Arten
  - Dunkelschnäpper (Muscicapa adusta)
  - Sumpfschnäpper (Muscicapa aquatica)
  - Böhm-Schnäpper (Muscicapa boehmi)
  - Schieferschnäpper (Muscicapa caerulescens)
  - Cassin-Schnäpper (Muscicapa cassini)
  - Stuhlmann-Schnäpper (Muscicapa comitata)
  - Braunschnäpper (Muscicapa dauurica)
  - Fantischnäpper (Muscicapa epulata)
  - Rostschnäpper (Muscicapa ferruginea)
  - Gambagaschnäpper (Muscicapa gambagae)
  - Fleckenschnäpper (Muscicapa griseisticta)
  - Schieferbrustschnäpper (Muscicapa infuscata)
  - Muscicapa itombwensis
  - Lenduschnäpper (Muscicapa lendu)
  - Bambusschnäpper (Muscicapa muttui)
  - Olivschnäpper (Muscicapa olivascens)
  - Aschbrustschnäpper (Muscicapa randi)
  - Rotschwanzschnäpper (Muscicapa ruficauda)
  - Sumbaschnäpper (Muscicapa segregata)
  - Gelblaufschnäpper (Muscicapa sethsmithi)
  - Rußschnäpper (Muscicapa sibirica)
  - Sulawesischnäpper (Muscicapa sodhii)
  - Grauschnäpper (Muscicapa striata)
  - Tessmannschnäpper (Muscicapa tessmanni)
  - Mittelmeerschnäpper (Muscicapa tyrrhenica)
  - Schwalbenschnäpper (Muscicapa ussheri)
  - Muscicapa williamsoni
- Myioparus – 2 Arten
  - Graukehlschnäpper (Myioparus griseigularis)
  - Meisenschnäpper (Myioparus plumbeus)
- Namibornis – 1 Art
  - Hereroschnäpper (Namibornis herero)

### Unterfamilie Niltavinae
- Anthipes – 2 Arten
  - Diamantschnäpper (Anthipes monileger)
  - Roststirnschnäpper (Anthipes solitaris)
- Cyanoptila – 2 Arten
  - Türkisblauschnäpper (Cyanoptila cumatilis)
  - Japanschnäpper (Cyanoptila cyanomelana)
- Blauschnäpper (Cyornis) – 30 Arten
  - Bergblauschnäpper (Cyornis banyumas)
  - Weißkehl-Dschungelschnäpper (Cyornis brunneatus)
  - Breitschnabel-Blauschnäpper (Cyornis caerulatus)
  - Suladschungelschnäpper (Cyornis colonus)
  - Weißschwanzniltava (Cyornis concretus)
  - Tanahjampea-Blauschnäpper (Cyornis djampeanus)
  - Chinablauschnäpper (Cyornis glaucicomans)
  - Hainanblauschnäpper (Cyornis hainanus)
  - Heriot-Blauschnäpper (Cyornis herioti)
  - Palawanblauschnäpper (Cyornis lemprieri)
  - Dickschnabel-Blauschnäpper (Cyornis magnirostris)
  - Nikobarendschungelschnäpper (Cyornis nicobaricus)
  - Olivrücken-Dschungelschnäpper (Cyornis olivaceus)
  - Floressee-Blauschnäpper (Cyornis omissus)
  - Keralablauschnäpper (Cyornis pallipes)
  - Grauwangenschnäpper (Cyornis poliogenys)
  - Blaukehlschnäpper (Cyornis rubeculoides)
  - Sumatra-Blauschnäpper (Cyornis ruckii)
  - Rotschwanz-Dschungelschnäpper (Cyornis ruficauda)
  - Mangroveblauschnäpper (Cyornis rufigastra)
  - Prachtblauschnäpper (Cyornis superbus)
  - Braunbrust-Blauschnäpper (Cyornis tickelliae)
  - Malaienblauschnäpper (Cyornis turcosus)
  - Graubrust-Dschungelschnäpper (Cyornis umbratilis)
  - Blaubrustschnäpper (Cyornis unicolor)

- Eumyias – 7 Arten
  - Buruschnäpper (Eumyias additus)

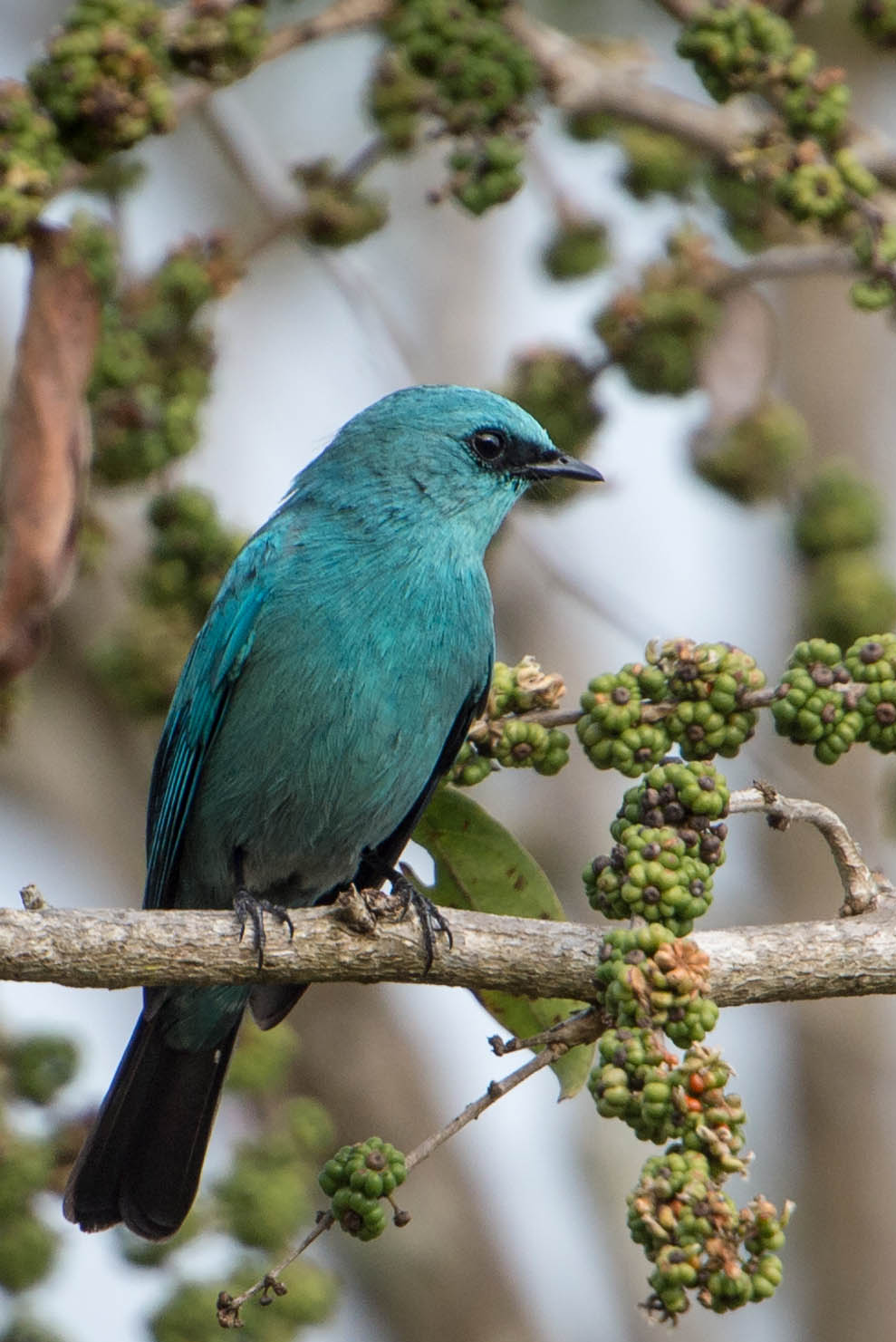
Lazulischnäpper (Eumyias thalassinus) im Nationalpark Doi Phahom Pok

  - Nilghirischnäpper (Eumyias albicaudatus)
  - Indigoschnäpper (Eumyias indigo)
  - Celebesblauschnäpper (Eumyias hoevelli)
  - Hyazinthenblauschnäpper (Eumyias hyacinthinus)
  - Floresdschungelschnäpper (Eumyias oscillans)
  - Azurschnäpper (Eumyias panayensis)
  - Indigoschnäpper (Eumyias ruficrissa)
  - Sanford-Schnäpper (Eumyias sanfordi)
  - Ceylonschnäpper (Eumyias sordidus)
  - Sumbadschungelschnäpper (Eumyias stresemanni)
  - Lazulischnäpper (Eumyias thalassinus)
- Niltava – 7 Arten
  - David-Niltava (Niltava davidi)
  - Kobaltniltava (Niltava grandis)
  - Feenblauschnäpper (Niltava macgrigoriae)
  - Prunkblauschnäpper (Niltava oatesi)
  - Sumatraniltava (Niltava sumatrana)
  - Rotbauch-Blauschnäpper (Niltava sundara)
  - Swinhoe-Niltava (Niltava vivida)

### Unterfamilie Cossyphinae
- Chamaetylas – 4 Arten
  - Thyolobraunschwanz (Chamaetylas choloensis)
  - Weißbrust-Braunschwanz (Chamaetylas fuelleborni)
  - Braunbrust-Braunschwanz (Chamaetylas poliocephala)
  - Rotkehl-Braunschwanz (Chamaetylas poliophrys)
- Cichladusa – 3 Arten
  - Morgenrötel (Cichladusa arquata)
  - Tropfenrötel (Cichladusa guttata)
  - Graubruströtel (Cichladusa ruficauda)
- Cossypha – 15 Arten
  - Weißscheitelrötel (Cossypha albicapillus)
  - Höhlenrötel (Cossypha ansorgei)
  - Olivflankenrötel (Cossypha anomala)
  - Ruwenzorirötel (Cossypha archeri)
  - Kaprötel (Cossypha caffra)
  - Blauschulterrötel (Cossypha cyanocampter)
  - Spottrötel (Cossypha dichroa)
  - Weißkopfrötel (Cossypha heinrichi)
  - Weißbrauenrötel (Cossypha heuglini)
  - Weißkehlrötel (Cossypha humeralis)
  - Kamerunrötel (Cossypha isabellae)
  - Natalrötel (Cossypha natalensis)
  - Schneescheitelrötel (Cossypha niveicapilla)
  - Braunrückenrötel (Cossypha semirufa)
- Cossyphicula – 1 Art
  - Weißbauchrötel (Cossyphicula roberti)

- Erithacus – 1 Art
  - Rotkehlchen (Erithacus rubecula)
- Pogonocichla – 1 Art

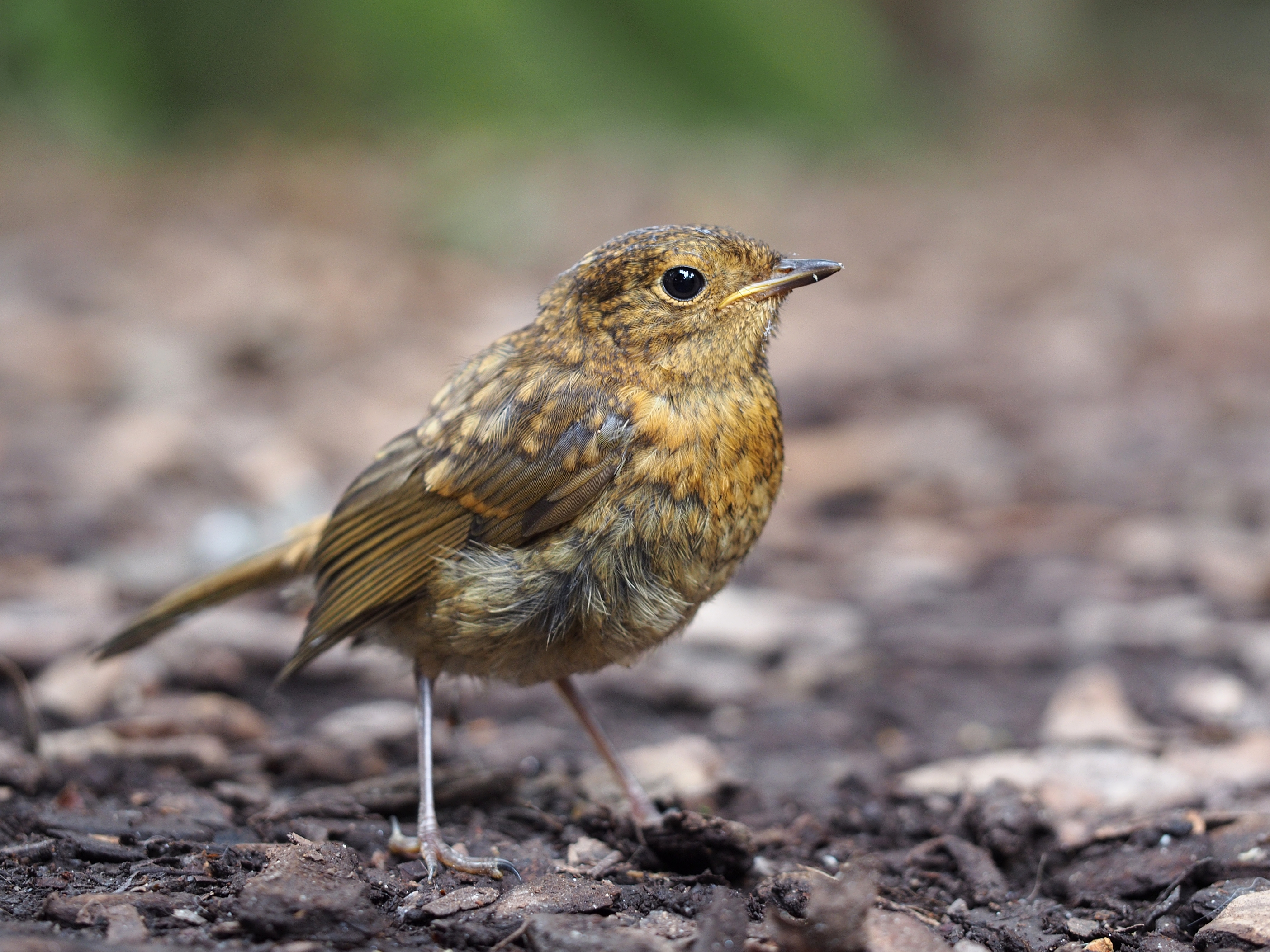
Junges Rotkehlchen (Erithacus rubecula)

  - Sternrötel (Pogonocichla stellata)
- Sheppardia – 9 Arten
  - Ugandarötel (Sheppardia aequatorialis)
  - Rubehorötel (Sheppardia aurantiithorax)
  - Bocagerötel (Sheppardia bocagei)
  - Schnäpperrötel (Sheppardia cyornithopsis)
  - Gabelarötel (Sheppardia gabela)
  - Blauflügelrötel (Sheppardia gunningi)
  - Njomberötel (Sheppardia lowei)
  - Usambararötel (Sheppardia montana)
  - Grauflügelrötel (Sheppardia polioptera)
  - Braunbruströtel (Sheppardia sharpei)
- Stiphrornis – 1 Art
  - Waldrötel (Stiphrornis erythrothorax)
- Swynnertonia – 1 Art
  - Swynnertonrötel (Swynnertonia swynnertoni)

### Unterfamilie Schmätzer (Saxicolinae)
- Brachypteryx – 3 Arten
- Calliope – 5 Arten
- Campicoloides – 1 Art

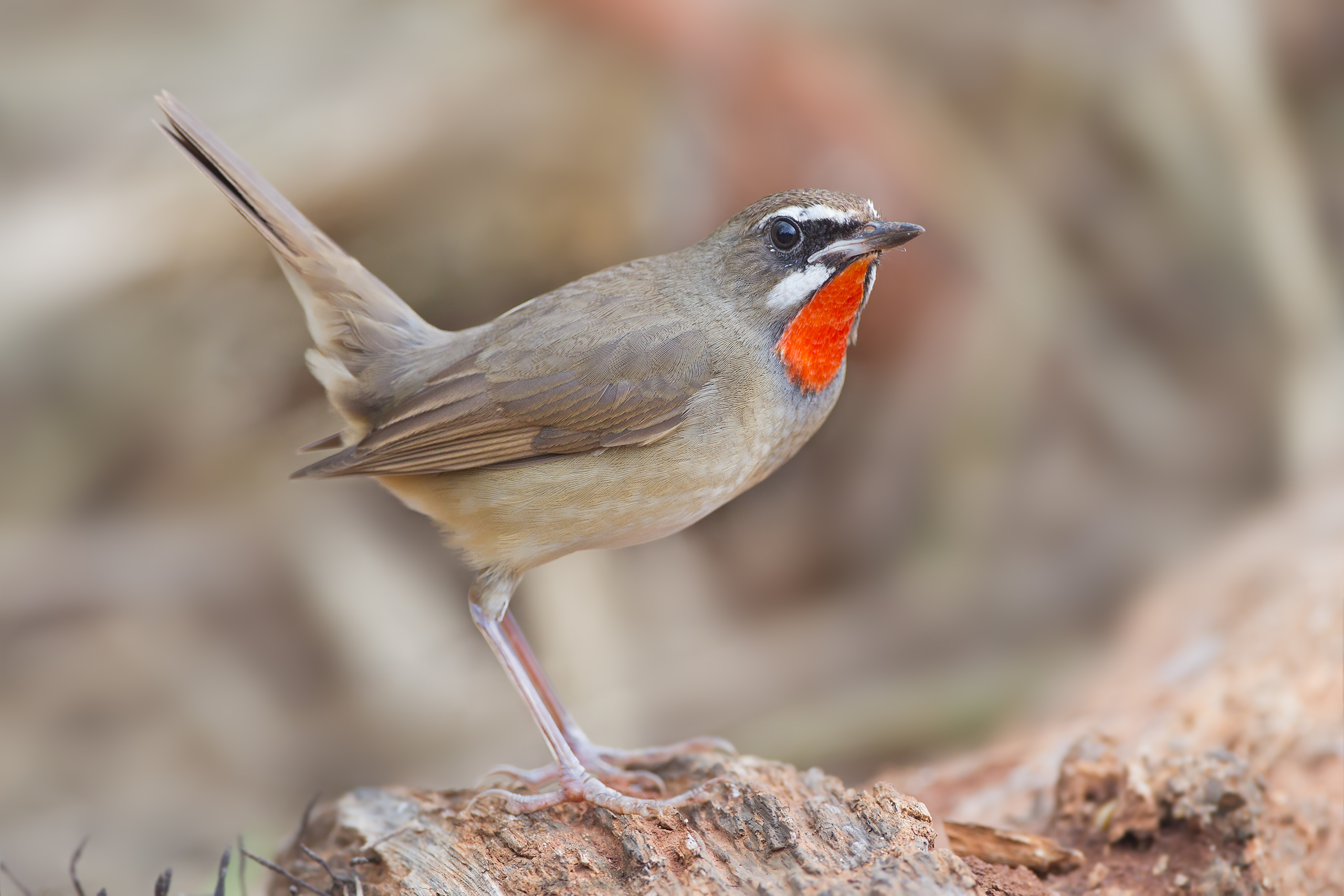
Rubinkehlchen (Calliope calliope)

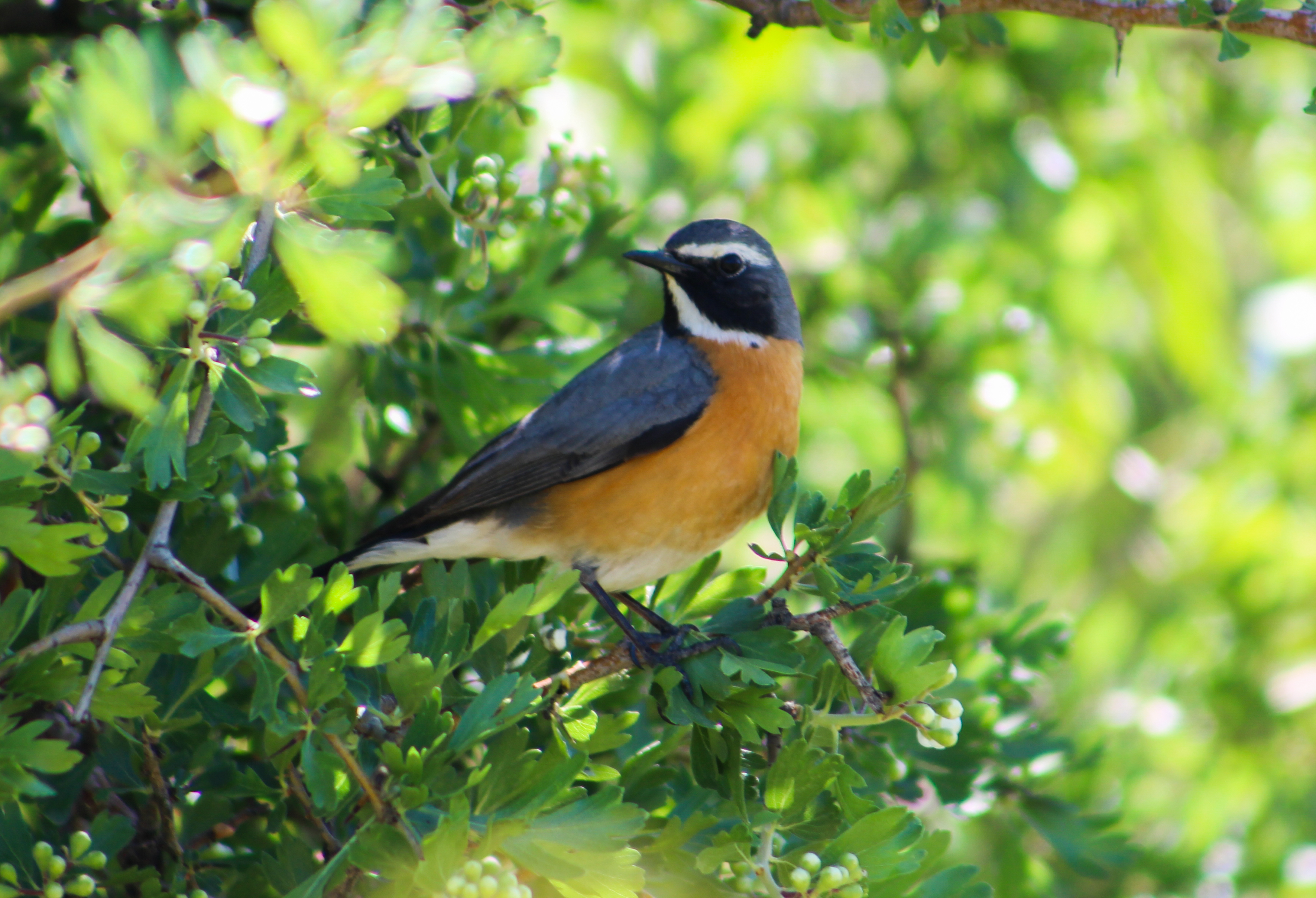
Weißkehlsänger (Irania gutturalis)

  - Fahlschulterschmätzer (Campicoloides bifasciatus)
- Cinclidium – 1 Art
  - Blauschmätzer (Cinclidium frontale)
- Emarginata – 3 Arten
- Scherenschwänze (Enicurus) – 8 Arten
- Höhlenschnäpper (Ficedula) – 31 Arten
- Heinrichia – 1 Art
  - Celebeskurzflügel (Heinrichia calligyna)
- Heteroxenicus – 1 Art
  - Braunrücken-Kurzflügel (Heteroxenicus stellatus)
- Irania – 1 Art
  - Weißkehlsänger (Irania gutturalis)
- Larvivora – 6 Arten
- Leonardina – 1 Art
  - Mindanaoinseldrossling (Leonardina woodi)
- Luscinia – 4 Arten
- Steinrötel (Monticola) – 13 Arten
- Muscicapella – 1 Art
  - Goldhähnchen-Blauschnäpper (Muscicapella hodgsoni)
- Myiomela – 2 Arten
- Pfeifdrosseln (Myophonus) – 9 Arten
- Myrmecocichla – 8 Arten
- Steinschmätzer (Oenanthe) – 28 Arten
- Rotschwänze (Phoenicurus) – 12 Arten
- Pinarochroa – 1 Art
  - Almenschmätzer (Pinarochroa sordida)
- Pinarornis – 1 Art
  - Steinspringer (Pinarornis plumosus)
- Wiesenschmätzer (Saxicola) – 15 Arten
- Sholicola – 2 Arten
- Tarsiger – 6 Arten
- Thamnolaea – 2 Arten
- Vauriella – 4 Arten

## Kultur und Geschichte
Im China der Qing-Dynastie zierte der Fliegenschnäpper als Kleinstvogel die Roben der Zivilbeamten des 9. (und damit untersten) Rangs (siehe auch Chinesische Symbole). Conrad Gessner kennt noch den Beinamen Totenvögelein, „vielleicht darum, weil es zu Pest-Zeiten nahe der Städte gesehen wird“.

## Einzelbelege
1. ↑  Collin Harrison, Peter Castell: Jungvögel, Eier und Nester der Vögel Europas, Nordafrikas und des Mittleren Ostens. 2. Auflage. Aula, Wiebelsheim 2004, S. 397.
2. ↑  Our Taxonomy. In: J. del Hoyo, A. Elliott, J. Sargatal, D. A. Christie & E. de Juana, E. (Hrsg.): Handbook of the Birds of the World Alive. Lynx Edicions, Barcelona (hbw.com [abgerufen am 28. November 2018]).
3. ↑  G. Sangster, P. Alström, E. Forsmark, U. Olsson: Multi-locus phylogenetic analysis of Old World chats and flycatchers reveals extensive paraphyly at family, subfamily and genus level (Aves: Muscicapidae). In: Molecular Phylogenetics and Evolution. Band 57, Nr. 1, 2010, S. 380–392, doi:10.1016/j.ympev.2010.07.008, PMID 20656044.
4. ↑  D. Zuccon, P. G. P. Ericson: A multi-gene phylogeny disentangles the chat-flycatcher complex (Aves: Muscicapidae). In: Zoologica Scripta. Band 39, Nr. 3, 2010, S. 213–224, doi:10.1111/j.1463-6409.2010.00423.x.
5. 1 2  Min Zhao et al. 2023. A near-complete and time-calibrated phylogeny of the Old World flycatchers, robins and chats (Aves, Muscicapidae). Molecular Phylogenetics and Evolution 178: 107646; doi: 10.1016/j.ympev.2022.107646.
6. ↑  IOC World Bird List Chats, Old World flycatchers
7. ↑  H. Barthel, Ch. Barthel, E. Bezzel, P. Eckhoff, R. van den Elzen, Ch. Hinkelmann & F. D. Steinheimer: Deutsche Namen der Vögel der Erde Vogelwarte Bd. 58, S. 1–214, 2020.
8. ↑  G. Sangster, P. Alström, E. Forsmark, U. Olsson: Multi-locus phylogenetic analysis of Old World chats and flycatchers reveals extensive paraphyly at family, subfamily and genus level (Aves: Muscicapidae). In: Molecular phylogenetics and evolution. Band 57, Nummer 1, Oktober 2010, S. 380–392, doi:10.1016/j.ympev.2010.07.008, PMID 20656044.
9. ↑  Conrad Gessner: Vogelbuch oder Außführliche beschreibung/ vnd lebendige ja auch eygentliche Controfactur vnd Abmahlung aller vnd jeder Vögel/ wie dieselben vnter dem weiten Himmel allenthalben gefunden vnd gesehen werden. 1600, Von dem Todtenvögelein; Muscipeta.